# Ghassan Salamé
Ghassan Salamé (Líbano, 1951) es un politólogo, profesor universitario y enviado especial de Naciones Unidas, actualmente radicado en París. De 2017 a 2020 fue representante especial del Secretario General de la ONU en Libia.  

## Trayectoria
Es profesor de Relaciones Internacionales de la Escuela de Ciencias Políticas de París y dentro de ella ha desempeñado el cargo de Decano de la Escuela de Asuntos Internacionales. Ha publicado varios libros sobre relaciones internacionales y sobre la política del mundo árabe.  
Fue Ministro de Cultura de Líbano en el período 2000-2003.   

## Actuación como representante Especial para Libia
El 22 de junio de 2017 fue designado como representante Especial del Secretario General de las Naciones Unidas para Libia y Jefe de la Misión de Apoyo de Naciones Unidas en Libia (MANUL / UNSMIL), puesto en el que sustituyó al diplomático alemán Martin Kobler.
Tras tomar posesión de su puesto, Salamé inició consultas con los protagonistas de la política libia. Como resultado de sus consultas, elaboró un Plan de Acción para resolver el conflicto interno libio, que el Secretario General de Naciones Unidas presentó en septiembre de 2017 y que recibió el apoyo de  Consejo de Seguridad. El Plan de Acción tenía cuatro puntos principales: 1, reforma del Acuerdo Político Libio de Sjirat, modificando el Consejo Presidencial y el Gobierno de Acuerdo Nacional; 2, organización de una Conferencia Nacional, en la que estarían presentes todos los actores libios, excepto los terroristas; 3, celebración de un referéndum para la adopción de una nueva Constitución; y 4, celebración de elecciones tanto legislativas como presidenciales.
Durante los meses y años siguientes, Salamé impulsó la realización de ese Plan de Acción, pero los dirigentes libios no se pusieron de acuerdo para su aplicación. El conflicto libio se agudizó en abril de 2019 con la ofensiva de Jalifa Hafter sobre Trípoli.
Ghassan Salamé dimitió el 3 de marzo de 2020 alegando razones de salud ante el estrés por la falta de apoyo internacional. Fue sustituido de manera interina por la Jefa Adjunta de UNSMIL, la diplomática estadounidense Stephanie Williams, hasta la toma de posesión en febrero de 2021 del nuevo Representante Especial del Secretario General de la ONU, el diplomático y exministro eslovaco Ián Kubis.